# 广德省

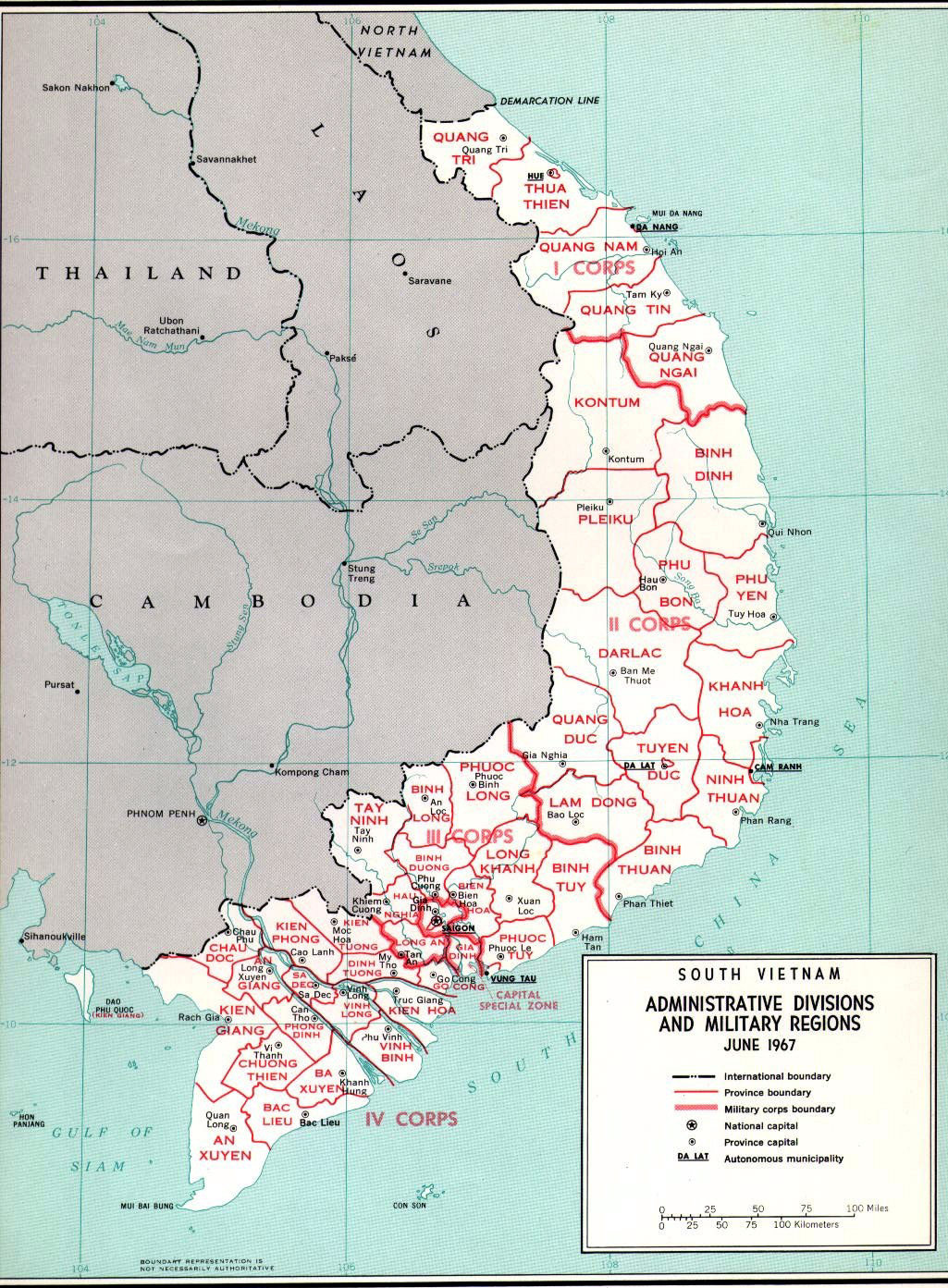
1967年的地图显示了越南共和国广德省的省界

广德省（越南语：／）是越南曾经设立的一个省。该省占地面积5,958平方公里，毗邻多乐省、宣德省、林同省、福隆省，并与柬埔寨接壤。
1975年11月，越南南方共和国临时革命政府将广德省并入多乐省。

## 行政區劃
1970年，廣德省下轄3郡。
- 謙德郡
- 德立郡
- 建德郡